# Kleine fruitmot
De kleine fruitmot (Grapholita lobarzewskii) is een vlinder uit de familie van de bladrollers (Tortricidae). De wetenschappelijke naam is gepubliceerd in 1860 door Nowicki.
De soort komt voor in Europa.